# طائر الشمس الجميل
طائر الشمس الجميل (بالإنجليزية: Beautiful sunbird)، هو طائر شمسي، موطنه الأصلي إفريقيا الإستوائية، (الاسم العلمي: Cinnyris pulchellus)، ويمتد نطاقه من السنغال وغينيا في الغرب إلى السودان وجنوب السودان وإثيوبيا وتنزانيا وكينيا في الشرق.

## الوصف
- هو من طيور الشمس الجميلة صغيرة الحجم، يبلغ طولها 10 سم، على الرغم من أن الذيل الطويل للذكر يضيف 5 سم أخرى.

- لديهم منقار رفيع متوسط الطول ومنحنٍ لأسفل وألسنة أنبوبية ذات رؤوس فرشاة، وكلاهما تكيف لتغذية الرحيق.

- للذكر رأس أسود، وأجزاء علوية خضراء معدنية لامعة، وصدر قرمزي يحده بطن أصفر وأسود.

- الريش المركزي للبط البري ممدود إلى حد كبير. الأنثى بنية من الأعلى والأجزاء السفلية صفراء. [8]

## التغذية
- طيور الشمس هي مجموعة من طيور العالم القديم الصغيرة جدًا التي تتغذى بشكل كبير على الرحيق، على الرغم من أنها تتغذى أيضًا على الحشرات، خاصة عند إطعام الصغار.

- الطيران سريع ومباشر بأجنحتها القصيرة. يمكن لمعظم الأنواع أن تأخذ الرحيق عن طريق التحليق مثل الطائر الطنان، ولكنها عادة ما تجلس لتتغذى في معظم الأوقات.[9]

## موطنه الأصلي
- طائر الشمس الجميل هو طائر شائع في أفريقيا، جنوب الصحراء الكبرى الاستوائية.

- يتم وضع بيضة أو بيضتين في عش معلق في شجرة. وهو مهاجر موسمي ضمن نطاقه، توزيع والسكن يتواجد طائر الشمس الجميل في بنين وبوركينا فاسو والكاميرون وجمهورية أفريقيا الوسطى وتشاد وجمهورية الكونغو الديمقراطية وكوت ديفوار وإريتريا وإثيوبيا وغامبيا وغانا وغينيا وغينيا بيساو وكينيا ومالي وموريتانيا والنيجر. ونيجيريا والسنغال وسيراليون وجنوب السودان والسودان وتنزانيا وتوغو وأوغندا.

- تم العثور على هذا النوع في مجموعة متنوعة من الموائل المفتوحة مع بعض الأشجار، بما في ذلك السافانا والغابات على ضفاف النهر وأشجار المانغروف وشواطئ الشواطئ والحدائق. [10]